# جزيرة آير الصغرى
جزيرة آير الصغرى وهي جزيرة من جزر إندونيسيا، تتبع بولاو سيريبو، وتقع في إقليم جاكارتا.